# 문서
문서(文書).는 의사소통을 위해 고안된 정보를 물리적으로 묶어 놓은 것을 말한다. 서류(書類) 또는 문건(文件)).이라고도 한다. 오늘날에는 종이로 된 것을 주로 문서라고 부르지만, 역사적으로는 돌(비석 또는 암벽), 나무(비석 또는 목간), 풀(죽간, 파피루스), 금속, 베(피륙),점토 등 여러 곳에 기록하였다.
일상적으로는 문서는 "사람의 생각을 상징적인 기호로 정보를 제공하여 글로 쓴 것"으로 정의할 수도 있지만 현대에 이르러 컴퓨터의 발달에 따라 특정 형식의 디지털 파일을 가리키기도 한다.

## 추상적 정의
문서라는 개념은 수잔 브리엣(Suzanne Briet)에 따르면 "물리적이든 정신적이든 간에 어떠한 현상을 재구성하거나 입증하기 위해 보존되거나 기록된, 구체적이거나 상징적인 표식"을 말한다.

## 종류
문서는 표로 나타낸 문서와 같이 구조화가 가능하다: 목록, 폼, 학술용 차트, 책이나 뉴스 기사처럼 반정형 형태, 손으로 직접 쓴 노트처럼 비정형 형태. 문서는 기밀, 비공개, 공개 형태로 분류하기도 한다. 초안, 교정판과 같이 기술될 수도 있다. 문서가 복사되면 원본은 독창성이 있다고 말한다.
문서는 수많은 분야에 사용된다:
- 학술: 사본, 학위논문, 학술지, 차트, 제도
- 미디어: 실물 모형, 각본, 영상, 사진술, 뉴스 기사
- 행정, 법, 정치: 특허, 폼, 신분증, 면허, 매니페스토, 인구 조사, 백서 등
- 사업: 송장, 제안요청서, 주식공개매수, 계약, 영수증, 보고서(상세 보고서, 요약 보고서), 스프레드시트, 물질 안전 보건 자료, 선하증권 (BOL), 재무제표, 기밀유지 협약(NDA), MNDA(mutual nondisclosure agreement), 사용자 가이드
- 지리 및 계획: 지형도, 지적, 범례

## 미디어
전통적으로 문서의 매개체는 종이였고 정보는 손으로 직접 쓰거나 기계적 공정을 통해 잉크로 적재되었다. 오늘날 일부 짧은 문서들은 스테이플로 하여금 여러 시트로 함께 구성되는 경우가 있다.
기념 또는 표시를 목적으로 한 현대의 전자적 수단은 다음을 포함한다:
- 데스크톱 컴퓨터, 랩톱 컴퓨터, 태블릿 PC 등의 모니터: 선택적으로 하드 카피를 만들어내는 프린터
- 개인 정보 단말기(PDA)
- 전용 전자책 단말기
- 전자종이. 일반적으로 PDF 사용.
- 정보 기기
- 디지털 오디오 플레이어
- 라디오 및 텔레비전 서비스 제공자

디지털 문서는 일반적으로 특정 매개체를 표출할 수 있게 하기 위한 특정한 파일 형식을 요구한다. 데이터 문서에 관해서는 Schöpfel et al. (2020)를 참고.

## 같이 보기
- 하이퍼텍스트
- 책
- 복사기
- 아카이브
- 문서화
- 신분증
- 여행증명서

## 참고 자료
- Buckland, M. (1991). Information and information systems. New York: Greenwood Press.